# Гундадалур (стадион)
Гундадалур е спортният район в град Торсхавн, Фарьорски острови. В района има 3 футболни терена и други спортни съоръжения.
Едноименният стадион е построен през 1911 г. Разполага с капацитет от 5000 места. Приема домакинските мачове на местните футболни отбори „Б36“ и „ХБ“.
|  | Тази страница частично или изцяло представлява превод на страницата Gundadalur в Уикипедия на английски. Оригиналният текст, както и този превод, са защитени от Лиценза „Криейтив Комънс – Признание – Споделяне на споделеното“, а за съдържание, създадено преди юни 2009 година – от Лиценза за свободна документация на ГНУ. Прегледайте историята на редакциите на оригиналната страница, както и на преводната страница, за да видите списъка на съавторите. ВАЖНО: Този шаблон се отнася единствено до авторските права върху съдържанието на статията. Добавянето му не отменя изискването да се посочват конкретни източници на твърденията, които да бъдат благонадеждни. |